# Langevin (cràter)

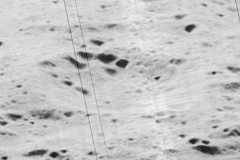
Imatge obliqua de la missió Lunar Orbiter 5, mirant a l'oest

Langevin és un cràter situat en la cara oculta de la Lluna, a l'est de la plana emmurallada del cràter Campbell, i a l'oest del cràter Chandler.

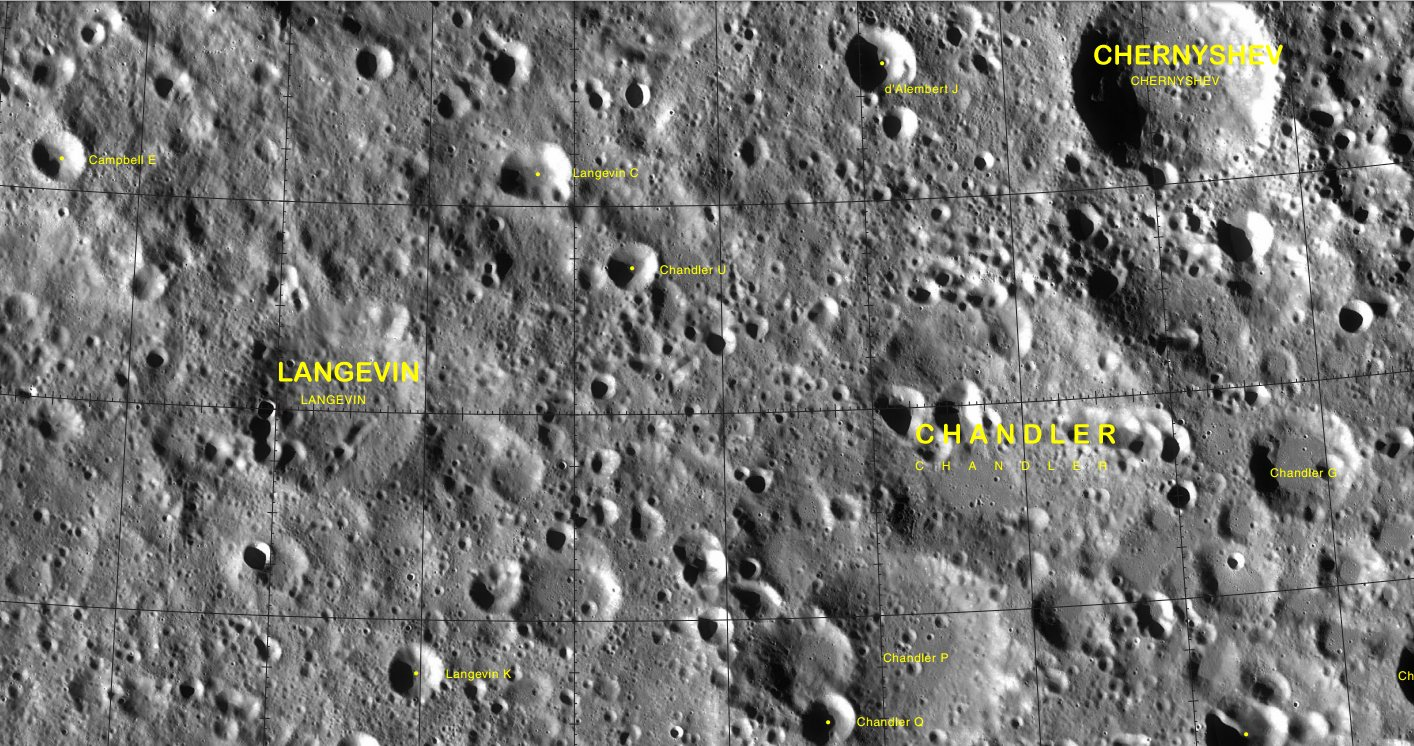
Localització de Langevin

Es tracta d'un cràter molt danyat, que ha estat erosionat per múltiples impactes superposats. A part de la depressió que Langevin crea en la superfície, amb prou feines es distingeix del terreny circumdant. La vora exterior i les seves característiques interiors originals han perdut gran part de la seva definició a causa d'aquest desgast. Nombrosos petits cràters es troben en el brocal, incloent un grup d'impactes en el sud-oest i un cràter en el bord nord-est. L'interior està marcat per molts petits cràters.

## Cràters satèl·lit
Per convenció aquests elements són identificats en els mapes lunars posant la lletra en el costat del punt central del cràter que està més proper a Langevin.
|          | \| Langevin \| Coordenades \| Diàmetre \| \| -------- \| -------------------------------------- \| -------- \| \| C \| 46° 24′ N, 165° 30′ E / 46.4°N,165.5°E \| 19 km \| |          |
| Langevin | Coordenades | Diàmetre |
| C        | 46° 24′ N, 165° 30′ E / 46.4°N,165.5°E | 19 km    |